# Q Scorpii
Q Scorpii (Q Sco) es una estrella de la constelación de Escorpio.
Tiene magnitud aparente +4,27 y se encuentra a 166 años luz de distancia del sistema solar.
Q Scorpii es una gigante naranja de tipo espectral K0IIIb con una temperatura superficial de 4596 K.
Con una luminosidad equivalente a la de 44 soles, su masa solo es un 30% mayor que la masa solar.
La medida de su diámetro angular —2,15 ± 0,13 milisegundos de arco— permite evaluar su diámetro real, resultando ser unas 12 veces más grande que el diámetro solar, un tamaño relativamente habitual en esta clase de estrellas.
Sus características son parecidas a las de otras conocidas gigantes de tipo K como Pólux (β Geminorum), Menkent (θ Centauri) o φ2 Orionis, si bien la mayor distancia a la que se halla Q Scorpii hace que sea menos brillante que estas.
Q Scorpii muestra una metalicidad —abundancia relativa de elementos más pesados que el helio— menor que la del Sol ([M/H] = -0,22).
Igualmente, su abundancia relativa de hierro es aproximadamente la mitad que la solar. Elementos como calcio, níquel y bario siguen la misma pauta mientras que, por el contrario, el contenido de sodio es semejante al del Sol.

Se piensa que Q Scorpii puede ser una estrella binaria, si bien nada se sabe sobre su posible acompañante.